# 波皮夫希納 (紹斯特卡區)
51°47′36″N 33°59′2″E / 51.79333°N 33.98389°E
波皮夫希納（烏克蘭語：Попівщина）是位於烏克蘭東北部的村莊，由蘇梅州紹斯特卡區的貝雷扎市鎮負責管轄。該村距離奧德拉德內、克洛奇基夫卡和亚尼夫胡蒂尔1公里，海拔高度197米，1986年人口20。